# Das Ende der Welt (2009)
Das Ende der Welt ist der Pilotfilm zur 14. Produktionsstaffel bzw. 26. Sendestaffel der deutschen Actionserie Alarm für Cobra 11 – Die Autobahnpolizei. Die Erstausstrahlung fand am 3. September 2009 bei RTL statt. Nach offizieller Zählung von RTL ist dies die Folge 199/200 und sie wurde deshalb als Jubiläumsfolge 200 ausgestrahlt.

## Handlung
Die Kriminalhauptkommissare Semir Gerkhan und Ben Jäger befinden sich bei einem Kletterurlaub in der Eifel. Plötzlich fallen Schüsse und ein flüchtender Mann stürzt zu Boden. Der im Sterben liegende Mann kritzelt ihnen noch unverständliche Zeichen auf den Waldboden. Nach einer wilden Verfolgungsjagd mit den Killern des Mannes zu Land und zu Wasser springen beide mit einem beschlagnahmten Speedboat auf die am See vorbeiführende Bundesautobahn 48, wo sie eine Massenkarambolage verursachen. Zurück in der Dienststelle interpretieren sie das Gekritzel als die Internetadresse der verschwörungstheoretischen Gesellschaft für Weltaufklärung (GWA), dessen Leiter Oliver „Sturmi“ Sturm den Kommissaren auf der Autobahnpolizeiwache erzählt, dass der getötete Julius Niemeyer sein Mitarbeiter war. Er hat ihm über das Internet ein Video zukommen lassen. Darauf ist zu sehen, wie ein Mann stirbt, mutmaßlich bei einem illegalen Test eines Medikaments am Menschen beim Pharmakonzern Rassmann Biotec.
Als die Kommissare deren Leiter Wolf Rassmann das Video zeigen wollen, wurde der Server in der Zentrale der GWA von Rassmanns Männern zerstört und das Video ist nicht mehr aufrufbar. Der Mann im Video ist der Leiter der Forschungsabteilung Dr. Adrian Simon, welcher sich angeblich auf einem Kongress befindet und dies durch einen Videoanruf bestätigt. Als Sturmi die Tür der GWA-Zentrale aufschließen will, bemerkt er, dass die zuvor ausgeschaltete Überwachungskamera am Eingang wieder an ist und flieht vor den drinnen wartenden Verfolgern in einem von einer Hochzeit gestohlenen Citroën 2CV. Es entwickelt sich eine Verfolgungsjagd durch Köln. Mittels eines Sprungs des Dienstwagens der zur Hilfe geeilten Kommissare und der darangehängten „Ente“ auf einen mit Europaletten beladenen Sattelauflieger können alle vor den Verfolgern fliehen. Der KTU-Mitarbeiter Hartmut Freund konnte einige Daten vom zerstörten Server aus der GWA-Zentrale wiederherstellen, darunter ein Gebäudeplan von Rassmann Biotec und das 3D-Modell einer Variante des SARS-Grippevirus. Sturmi schlussfolgert, dass Rassmann das Virus an Menschen getestet hat und nun als biologische Waffe verkaufen will.
Mitten in der Nacht berichtet Ben Semir, dass Sturmi sich auf dem Weg zu Rassmann Biotec befindet. Sturmi packt das Virus aus Wolf Rassmanns Labor in einen Behälter und will mit den Kommissaren zusammen fliehen. Beim folgenden Schusswechsel mit Rassmanns Leuten kann Sturmi fliehen, das Behältnis mit dem Virus wird aber beschädigt und die Kommissare infizieren sich in der Tiefgarage des Rassmann-Gebäudes durch Einatmen mit dem Virus. Im Tropeninstitut wird ihnen mitgeteilt, dass zu diesem Virus kein Gegenmittel existiert und die Kommissare in etwas mehr als acht Stunden sterben werden. Ben fällt auf, dass es ein Gegenmittel geben muss, weil Dr. Simon während des Videotelefonats wieder gesund war. Sturmi verfolgt Rassmanns Mitarbeiter, während Ben und Semir zur letzten Position des Handys von Dr. Simon fahren. Sie können ihn aus einem Bergwerk befreien, doch Rassmann ist mitsamt der Laborausrüstung und dem Gegenmittel bereits verschwunden, da er einen Käufer aus Japan für das Virus hat. Bei der Flucht aktivieren sie versehentlich eine Bombe, die das gesamte Bergwerk in die Luft sprengt und auch Dr. Simon tötet.
Ben und Semir wollen sich ob ihrer aussichtslosen Situation würdevoll aus dem Leben verabschieden und mit ihrem Wagen eine Klippe im Steinbruch herunterfahren, werden aber im letzten Moment durch das Klingeln des Handys, das Sturmi Ben gegeben hat, daran gehindert. Er erzählt den beiden, dass Rassmann sich mit dem Japaner Kenzo Toshiro, dem Führer einer japanischen Weltuntergangssekte, trifft, um das Virus zu verkaufen. Toshiro will die Welt von der Menschheit säubern, um durch sich und seine Männer eine neue Weltordnung aufzubauen. Während des Deals bemerken beide Seiten Sturmi, und Ben und Semir können ihn gerade noch retten. Rassmann und seine Männer werden von Toshiros Leuten getötet. Ben und Semir verfolgen daraufhin Toshiro, da er das Gegenmittel hat. Die Kommissare verursachen einen Unfall mit dem Wagen von Toshiros Männern, in dem das Gegenmittel ist, und können die Ampullen mit dem Gegenmittel daraus retten. Bei der anschließenden Explosion schleudert die Druckwelle aber die Ampullen aus Semirs Händen und alle zerbrechen, nur eine Ampulle in der Impfpistole ist heil geblieben, diese reicht aber nur für eine Person. Ben gewinnt im Münzwurf um das Gegenmittel, spritzt es aber Semir, da dieser Familie hat und Ben nicht.
Toshiro befindet sich auf dem Weg zur Messe Köln, genauer zur gerade dort stattfindenden Tourismusmesse. Ben und Semir machen sich, auf der Messe angekommen, auf den Weg zum Hauptverteiler des Belüftungssystems. Sie müssen sich aufteilen, da Ben nun hochansteckend ist und nur noch wenig Zeit hat. Während Ben aufgrund seines fortgeschrittenen Krankheitsverlaufs kaum mehr dazu in der Lage ist, etwas zu tun, wird Semir von Toshiro gefangen genommen. Frau Krügers Unterstützung kommt gerade rechtzeitig, um Semir aus den Fängen von Toshiro zu befreien. Frau Krüger stellt einen Behälter mit dem Virus sicher und ordnet die Evakuierung der Messe an. Ben kommt wieder zu sich und verfolgt den letzten verbleibenden Handlanger von Toshiro, während Toshiro selbst von Semir gestellt wird, der ihm eine Impfpistole mit dem Gegengift abnimmt. Ben kann nicht verhindern, dass Toshiros Handlanger das Virus im Belüftungssystem freisetzt, und wird bewusstlos. Die Polizei will das Virus im Belüftungssystem durch eine gezielte Gasexplosion unschädlich machen. Semir findet den bewusstlosen Ben und verabreicht ihm das Gegengift. Er fährt mit ihm im Beiwagen auf einem Motorrad aus der Messe, während die Gasexplosion das gesamte Gebäude zerstört.

## Kritik
„[...] Die Optik des Formats mittlerweile kaum mehr von teuren US-Produktionen wie «Bones» oder «CSI: Miami» zu unterscheiden und was die Stunts angeht, kann die Serie in jedem Fall mit europäischen und teilweise gar mit amerikanischen Serien und Filmen mithalten. Am meisten verändert haben sich aber die Geschichten – und das nicht unbedingt zum Positiven. [...] Glaubwüdigkeit war nie die Stärke des Formats, dies übertrifft aber alles bisher Dagewesene und stellt das Format irgendwie ad absurdum. Eine sehr gelungene Abwechslung schafft dann aber Comedian Oliver Pocher, der den Pilotfilm in jeder Form rettet. Er ist es, der weder die Serie noch seine Rolle und auch die verschiedenen Stunts nicht ernst nimmt. Wer bei verschiedenen Sprüngen weg von explodierenden Autos genau in Pochers Gesicht sieht, erkennt, dass er mit Absicht überspitzt und auch sonst agiert er auf ähnliche Weise. Gut, dass Regisseur Axel Sand dies alles zuließ. Das ist brillant und so mancher Zuschauer wünscht sich nach dieser Woche wohl, dass Pocher häufiger in der Action-Serie auftritt. [...] Dass die Stunts sich einmal mehr sehen lassen können, muss in einer Produktion von action concept nicht explizit erwähnt werden. [...] Bleibt also die Hoffnung, dass RTL beim nächsten «Cobra 11»-Film wieder das macht, was die Serie früher so beliebt werden ließ: Bodenständige Geschichten rund um Autoschieber, Mörder und Erpresser – und eben keine Weltuntergangsszenarien.“

„Seit Produzent Hermann Joha [...] klargestellt hat, dass auch „Cobra 11“ als eine Art Märchen zu sehen ist, [...] stört mich auch nicht das Crescendo aus Wahnwitz und Absurditäten, das in „Das Ende der Welt“ als Plot durchgeht. Ein imaginäres „Bundesamt für Seuchenschutz“, das munter Schießbefehlte [sic!] ausgibt wie weiland die DDR-Staatsführung, während seine Beamten davon schwadronieren, dass sie einen Diensteid auf den „deutschen Staat“ (und nicht etwa auf das Grundgesetz) geleistet haben. [...] Mit ihren Anleihen bei Hollywood-Blockbustern (diesmal ist vor allem „Fletcher's Visionen“ an der Reihe...) und Buddy-Movie-Dialogen signalisiert die Serie mehr als deutlich, dass sie nichts anderes als Fun sein will, der den Neo-Kortex zwar nicht gänzlich umgeht (schließlich wollen auch die Film-Anspielungen erkannt werden), aber doch nicht ernsthaft belastet. [...] [D]as muss man „Cobra 11“ bei allem inhaltlichen Nonsens - attestieren: Von Sympathielenkung verstehen die Autoren etwas. [...] Was für ein grandioser Schwachsinn! Aber ich müsste lügen, wenn ich behaupten würde, dass mich diese 90 Minuten nicht auch irgendwie unterhalten hätten. [...] Denn aus einem so dürftigen Konzept eine so spaßige Angelegenheit zu machen - und das für inzwischen 200 Folgen, das hätte durchaus einen Preis [...] verdient gehabt.“

## Quoten
Der Pilotfilm Auf Leben und Tod zur 21. Sende- bzw. 11. Produktionsstaffel im März 2007 hatte letztmals zuvor mehr als 5 Millionen Gesamtzuschauer erreichen können. Mit 5,14 Mio. Gesamtzuschauern und 2,85 Mio. Zuschauern bei den 14- bis 49-Jährigen (23,5 %) wurden diese Werte zum ersten Mal seit über zweieinhalb Jahren wieder übertroffen.

## Belege
1. ↑  http://home.kpn.nl/a.w.schipper1970/lijstt1.htm
2. 1 2  https://www.serienjunkies.de/news/alarm-fuer-23103.html. Abgerufen am 31. August 2020.
3. ↑  Manuel Weis: Die Kritiker: «Alarm für Cobra 11: Das Ende der Welt» (24x01) –. In: quotenmeter.de. 2. September 2009, abgerufen am 9. März 2024.
4. ↑  Manuel Weis: Über 5 Millionen sehen die «Cobra 11»-Rückkehr –. In: quotenmeter.de. 4. September 2009, abgerufen am 9. März 2024.